# Roberto Bomprezzi
Roberto Bomprezzi (né le 9 octobre 1962 à Rome) est un pentathlonien italien, médaillé olympique en 1992.

## Palmarès

### Jeux olympiques d'été
- Pentathlon moderne aux Jeux olympiques d'été de 1992, à Barcelone
  -  Médaille de bronze en équipe[1]